# The Wild One (Six Flags America)
Pour les articles homonymes, voir Wild One (homonymie).
The Wild One sont des montagnes russes en bois du parc Six Flags America, situé à Largo, dans le Maryland, aux États-Unis. Ce sont des montagnes russes en bois classiques avec beaucoup de bosses qui produisent des airtimes et une spirale de 450 degrés. Elles ont ouvert pour la première fois en 1917 au parc Paragon Park, situé à Hull, dans le Massachusetts sous le nom de Giant Coaster. Le parcours surprend souvent les passagers par sa grande douceur pour une attraction de cet âge.

## Historique

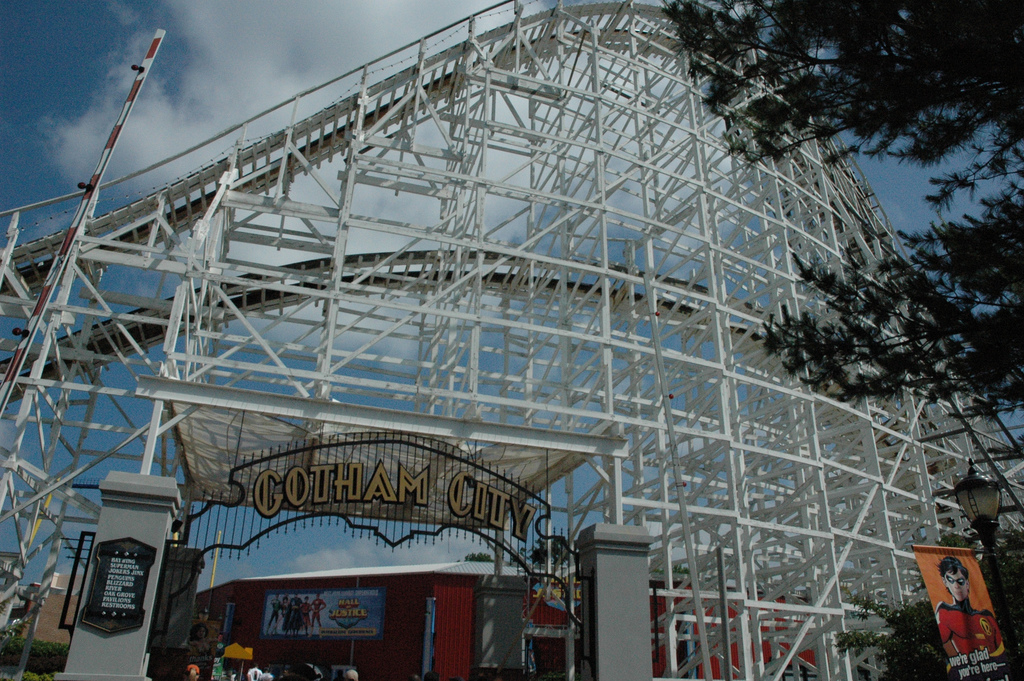
The Wild One au-dessus de l'entrée de la zone Gotham City à Six Flags America.

L'attraction a ouvert pour la première fois en 1917 au Paragon Park sous le nom de Giant Coaster. Avec une hauteur de 29,9 mètres, c'étaient les montagnes russes les plus hautes du monde. Elles ont gardé ce record jusqu'en 1925.
En 1932, Herbert Paul Schmeck a reconstruit la plupart du parcours après qu'il eut été partiellement détruit par un feu.
En 1963, un autre incendie a détruit la gare, les trains, la double hélice finale et une partie du lift hill. John C. Allen a reconstruit l'attraction en faisant quelques changements au parcours.
En 1985, le Giant Coaster a fermé à Paragon Park et a été racheté par le parc Wild World, maintenant connu sous le nom de Six Flags America.
En 1986, l'attraction a ouvert à Wild World (Six Flags America) sous son nouveau nom, The Wild One. Le parc a restauré l'attraction pour qu'il soit de nouveau comme à son ouverture en 1917.
The Wild One n'a pas ouvert pour la saison 1991 à cause des difficultés financières du parc. Il a rouvert en 1992.

## Trains
The Wild One a deux trains de quatre wagons. Les passagers sont placés à deux sur trois rangs pour un total de vingt-quatre passagers par train.

## Classements
| Rang | 12 | 4 | 14 | 24 | 21 | 36 | 38 | 45 | 44 | 38 | 40 | 40 | 45 | 46 | 55 | 60 | 57 | 63 |